# Amanlis
Amanlis [amɑ̃lis] est une commune française située dans le département d'Ille-et-Vilaine, en région Bretagne.

## Géographie
| Nouvoitou  | Châteaugiron | Saint-Aubin-du-Pavail |
|            | Amanlis      | Piré-Chancé           |
| Corps-Nuds | Janzé        |                       |

### Transports
Amanlis est desservie par la ligne 3 (Rennes - Châteaugiron - La Guerche-de-Bretagne) du réseau régional BreizhGo.

### Hydrographie
Pour un article plus général, voir Réseau hydrographique d'Ille-et-Vilaine.
La commune est située dans le bassin Loire-Bretagne. Elle est drainée par la Seiche, le Prunelay, le Réda, le ruisseau de la Mulonnais, le ruisseau du Bois Tilleul et le ruisseau du Servenier,,.
La Seiche, d'une longueur de 97 km, prend sa source dans la commune du Pertre et se jette  dans la Vilaine à Bruz, après avoir traversé 24 communes. Les caractéristiques hydrologiques de la Seiche sont données par la station hydrologique située dans la commune. Le débit moyen mensuel est de 3,16 m3/s. Le débit moyen journalier maximum est de 44,6 m3/s, atteint lors de la crue du 13 juin 2018. Le débit instantané maximal est quant à lui de 51,5 m3/s, atteint le 12 juin 2018.

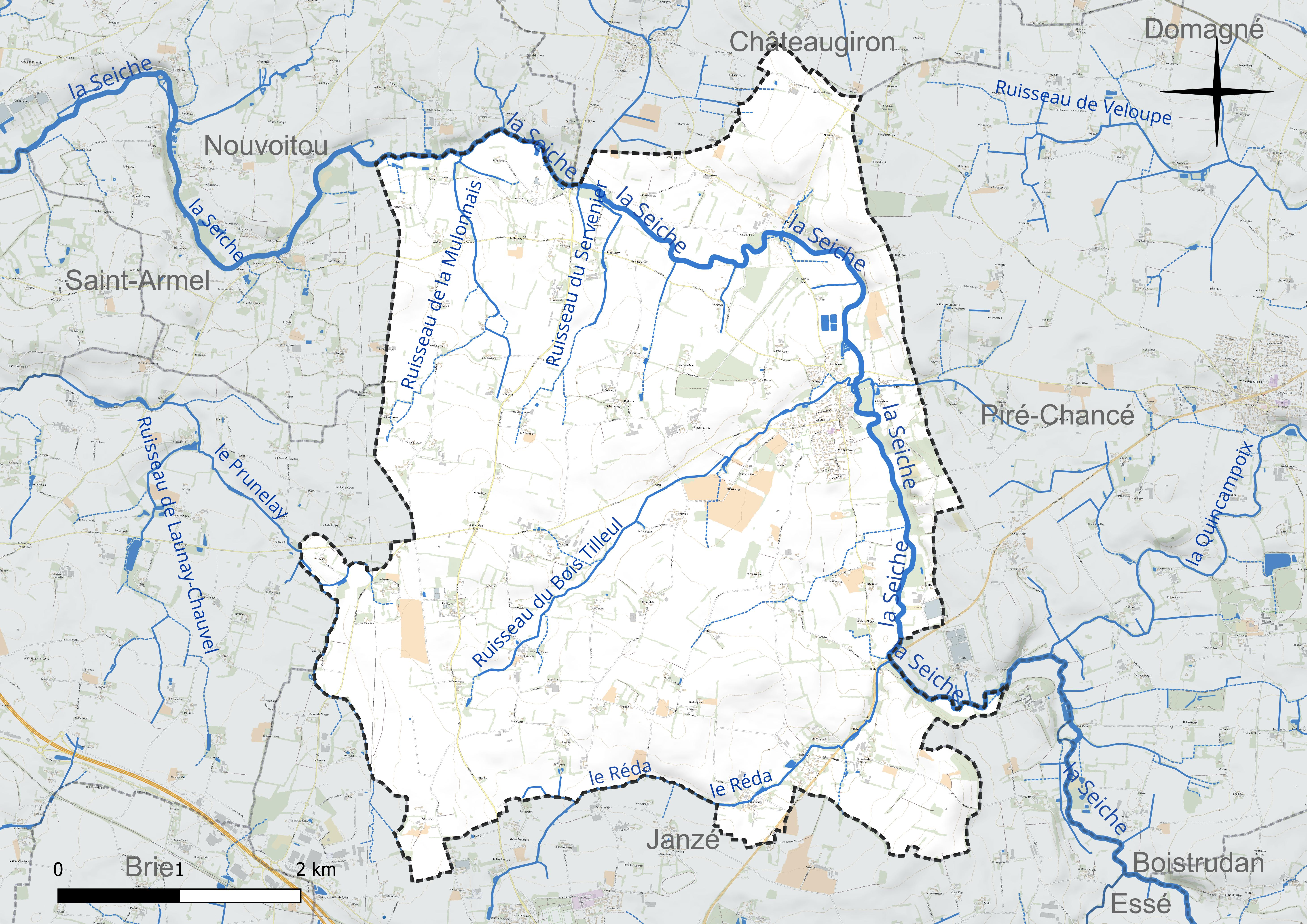
Réseau hydrographique d'Amanlis.

### Climat
Pour des articles plus généraux, voir Climat de la Bretagne et Climat d'Ille-et-Vilaine.
En 2010, le climat de la commune est de type climat océanique altéré, selon une étude du CNRS s'appuyant sur une série de données couvrant la période 1971-2000. En 2020, Météo-France publie une typologie des climats de la France métropolitaine dans laquelle la commune est exposée à un climat océanique et est dans la région climatique Bretagne orientale et méridionale, Pays nantais, Vendée, caractérisée par une faible pluviométrie en été et une bonne insolation. Parallèlement l'observatoire de l'environnement en Bretagne publie en 2020 un zonage climatique de la région Bretagne, s'appuyant sur des données de Météo-France de 2009. La commune est, selon ce zonage, dans la zone « Sud Est », avec des étés relativement chauds et ensoleillés.
Pour la période 1971-2000, la température annuelle moyenne est de 11,7 °C, avec une amplitude thermique annuelle de 13 °C. Le cumul annuel moyen de précipitations est de 752 mm, avec 12,6 jours de précipitations en janvier et 6,5 jours en juillet. Pour la période 1991-2020, la température moyenne annuelle observée sur la station météorologique la plus proche, située sur la commune d'Arbrissel à 16 km à vol d'oiseau, est de 12,1 °C et le cumul annuel moyen de précipitations est de 718,7 mm,. Pour l'avenir, les paramètres climatiques de la commune estimés pour 2050 selon différents scénarios d'émission de gaz à effet de serre sont consultables sur un site dédié publié par Météo-France en novembre 2022.

## Urbanisme

### Typologie
Au 1er janvier 2024, Amanlis est catégorisée commune rurale à habitat dispersé, selon la nouvelle grille communale de densité à sept niveaux définie par l'Insee en 2022.
Elle est située hors unité urbaine. Par ailleurs la commune fait partie de l'aire d'attraction de Rennes, dont elle est une commune de la couronne,. Cette aire, qui regroupe 183 communes, est catégorisée dans les aires de 700 000 habitants ou plus (hors Paris),.

### Occupation des sols
L'occupation des sols de la commune, telle qu'elle ressort de la base de données européenne d'occupation biophysique des sols Corine Land Cover (CLC), est marquée par l'importance des territoires agricoles (97,1 % en 2018), une proportion sensiblement équivalente à celle de 1990 (97,3 %). La répartition détaillée en 2018 est la suivante : 
terres arables (57,4 %), zones agricoles hétérogènes (36,9 %), zones urbanisées (2,9 %), prairies (2,8 %). L'évolution de l'occupation des sols de la commune et de ses infrastructures peut être observée sur les différentes représentations cartographiques du territoire : la carte de Cassini (XVIIIe siècle), la carte d'état-major (1820-1866) et les cartes ou photos aériennes de l'IGN pour la période actuelle (1950 à aujourd'hui).

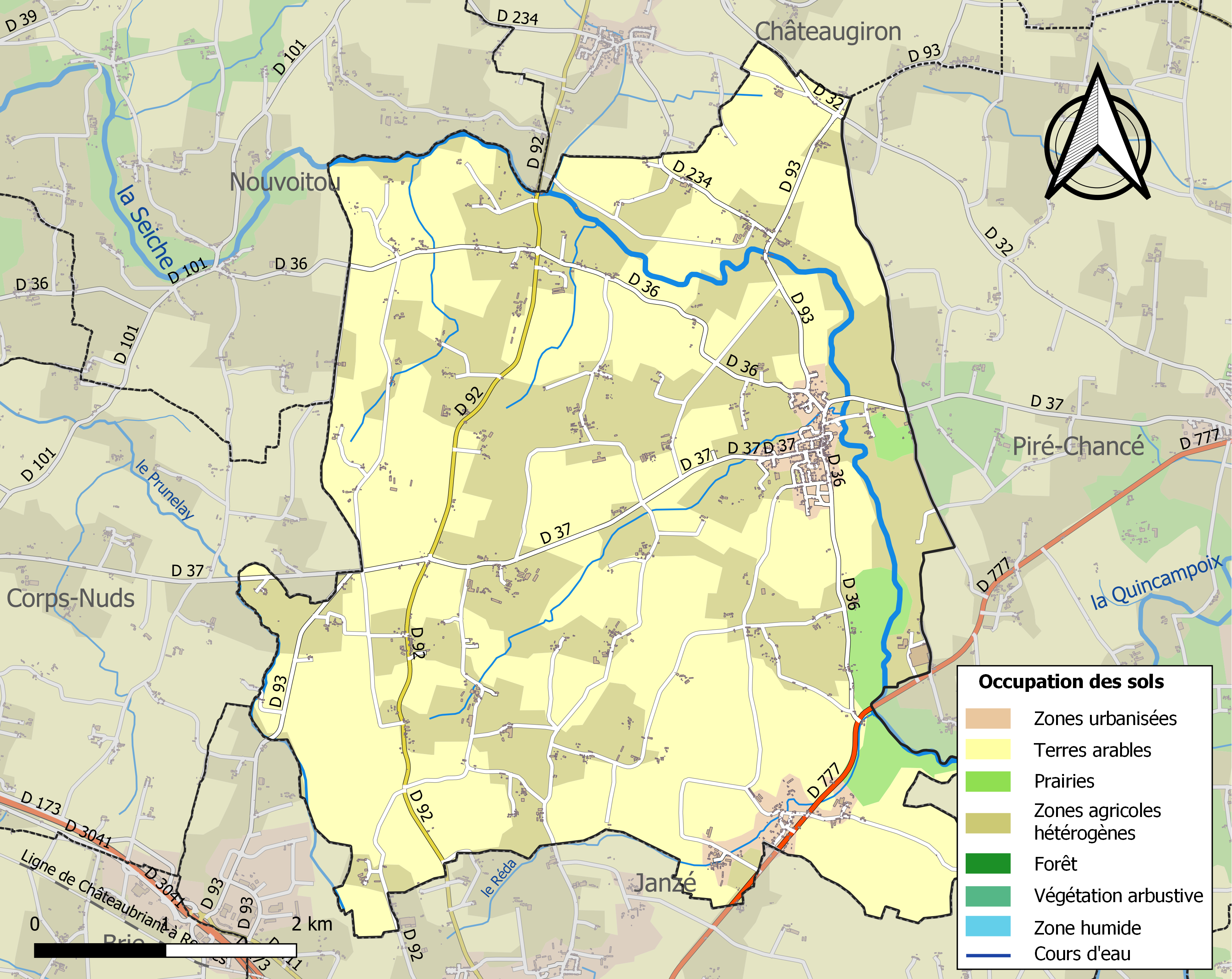
Carte des infrastructures et de l'occupation des sols de la commune en 2018 (CLC).

## Toponymie
Attestée sous la forme Amanliarum vers 1245, Amanliis en 1127.
La ville se nomme Amanli en gallo, langue locale, prononcé [amɑ̃li].
En 1943, Théophile Jeusset crée un premier nom en breton pour la localité : Ameliz.
La forme bretonne actuelle proposée par l'Office public de la langue bretonne est Amanliz, bien qu'Amanlis se trouve hors de la zone d'expansion maximum de la pratique traditionnelle de la langue.

## Histoire

### Antiquité
Le trésor d'Amanlis a été trouvé en 1835 et devait comprendre environ 10 000 pièces, des monnaies de billons vénètes, riedones et de type à l'octopède, mais ce trésor fut malheureusement dispersé ; 310 pièces se trouvent toutefois au Musée de Bretagne ; un second lot du même trésor fut découvert dans la décennie 1940.

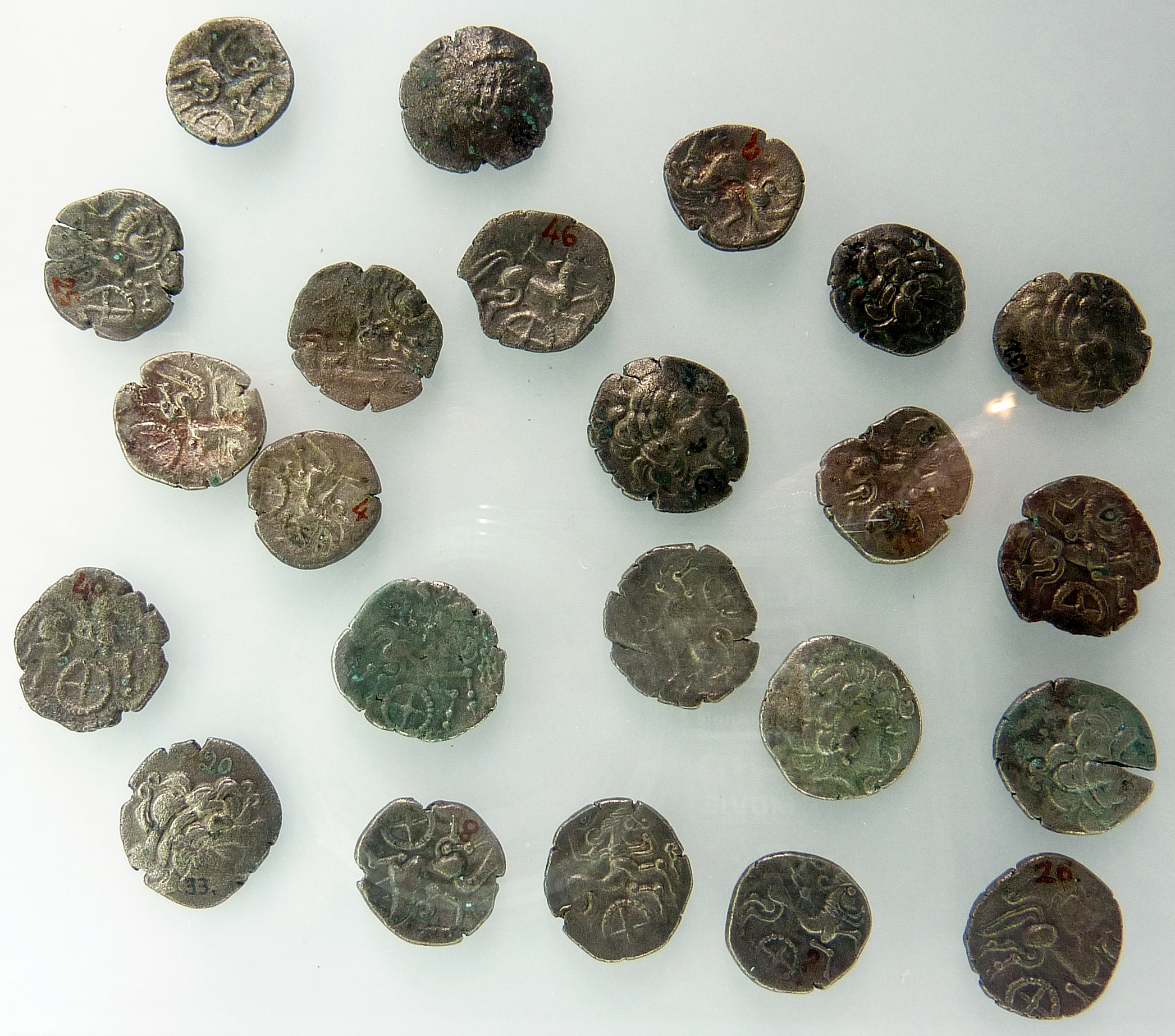
Pièces en billon attribuées aux Vénètes et aux Riedones trouvées en 1835 à Amanlis (Musée d'Histoire et d'Archéologie de Vannes).

### LeXIXesiècle
Amanlis abrita la terre de Jacques-Joseph de Corbière, important membre du parti ultraroyaliste sous la Seconde Restauration. Corbière s'y retira après la révolution de juillet 1830 et y demeura jusqu'à sa mort en 1853.
Jusqu'au milieu du XIXe siècle, Amanlis fut un haut lieu de la production de toiles à voile, économie prospère pour toute une région.

### LeXXesiècle

#### La Seconde Guerre mondiale
Deux jeunes femmes ouvrirent en 1943 à Janzé un foyer d'accueil pour enfants abandonnés (des enfants juifs) venus de la région parisienne : le « refuge des Aulnaies » ; après quelques mois, le refuge fut transféré à la « Belle Motte » en Amanlis, un lieu d'accueil plus vaste qui accueillit jusqu'à 17 enfants pendant l'hiver 1943-1944. Ce lieu d'accueil fut soutenu par un réseau local de solidarité.

## Démographie
L'évolution du nombre d'habitants est connue à travers les recensements de la population effectués dans la commune depuis 1793. Pour les communes de moins de 10 000 habitants, une enquête de recensement portant sur toute la population est réalisée tous les cinq ans, les populations de référence des années intermédiaires étant quant à elles estimées par interpolation ou extrapolation. Pour la commune, le premier recensement exhaustif entrant dans le cadre du nouveau dispositif a été réalisé en 2007.

En 2022, la commune comptait 1 765 habitants, en évolution de +3,64 % par rapport à 2016 (Ille-et-Vilaine : +5,46 %, France hors Mayotte : +2,11 %).
| 1793  | 1800  | 1806  | 1821  | 1831  | 1836  | 1841  | 1846  | 1851  |
| ----- | ----- | ----- | ----- | ----- | ----- | ----- | ----- | ----- |
| 2 413 | 2 413 | 2 508 | 2 634 | 2 801 | 2 854 | 2 820 | 2 764 | 2 721 |

| 1856  | 1861  | 1866  | 1872  | 1876  | 1881  | 1886  | 1891  | 1896  |
| ----- | ----- | ----- | ----- | ----- | ----- | ----- | ----- | ----- |
| 2 680 | 2 433 | 2 546 | 2 409 | 2 344 | 2 105 | 2 066 | 1 957 | 1 856 |

| 1901  | 1906  | 1911  | 1921  | 1926  | 1931  | 1936  | 1946  | 1954  |
| ----- | ----- | ----- | ----- | ----- | ----- | ----- | ----- | ----- |
| 1 752 | 1 808 | 1 760 | 1 512 | 1 418 | 1 440 | 1 475 | 1 444 | 1 403 |

| 1962  | 1968  | 1975  | 1982  | 1990  | 1999  | 2006  | 2007  | 2012  |
| ----- | ----- | ----- | ----- | ----- | ----- | ----- | ----- | ----- |
| 1 363 | 1 376 | 1 339 | 1 337 | 1 344 | 1 442 | 1 552 | 1 567 | 1 611 |

| 2017  | 2022  | - | - | - | - | - | - | - |
| ----- | ----- | - | - | - | - | - | - | - |
| 1 719 | 1 765 | - | - | - | - | - | - | - |

## Culture locale et patrimoine

### Lieux et monuments

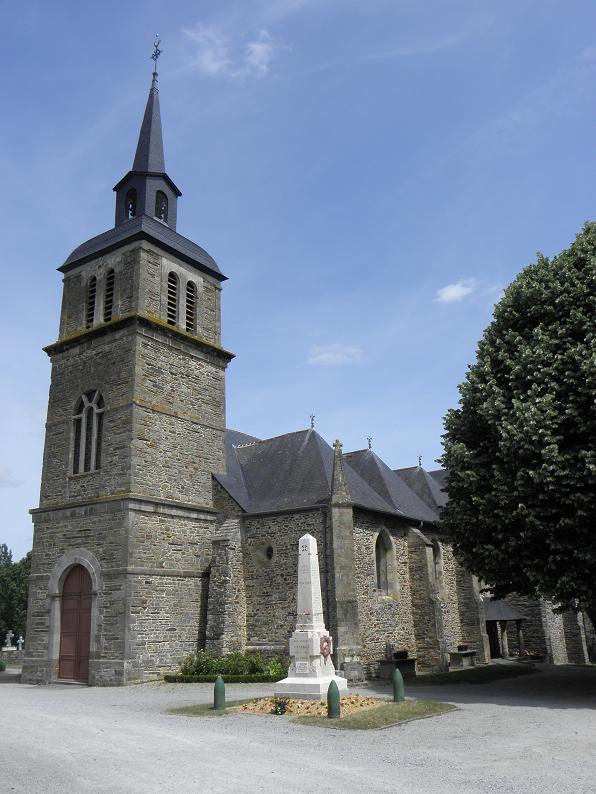
L'église paroissiale Saint-Martin.

La commune abrite un monument historique :
- L'église Saint-Martin-de-Tours, édifiée pour l'essentiel au XIVe siècle sur les bases d'une église datant des XIe et XIIe siècles. Le chevet a été construit en 1625. L'église a été inscrite aux monuments historiques par arrêté du 21 février 1974[37].

Autre monument :

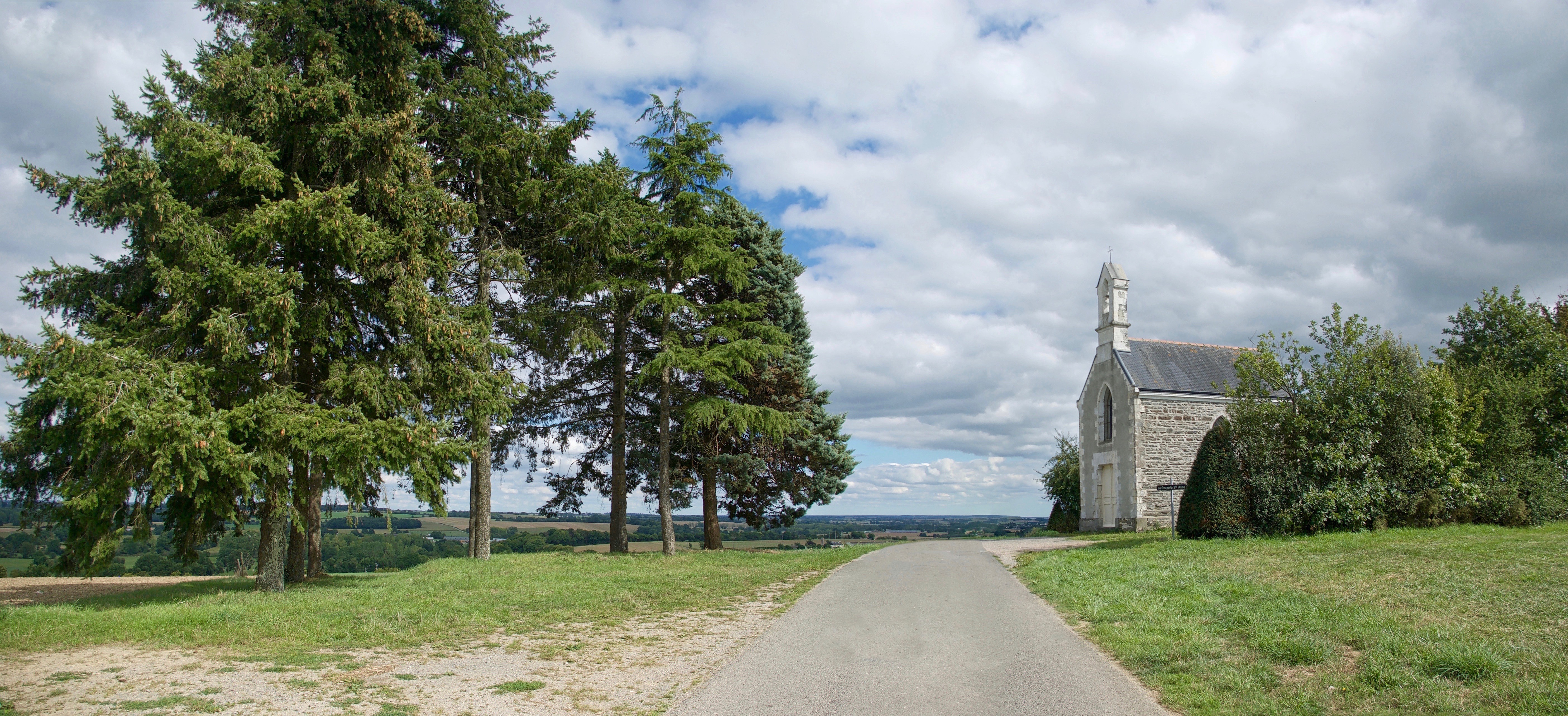
La chapelle Sainte-Anne.

- La chapelle Sainte-Anne, située près du hameau Néron.

### Personnalités liées à la commune
- Jacques Lucas, auteur de « La Maison Sculptée », au lieu-dit Lessard (dite aussi « Maison de l'Essart ») ; elle est en ruines désormais et définitivement fermée[38].
- Certains membres du groupe de musique Baradoz sont originaires d'Amanlis. D'où la référence à ce village dans la musique Maezioù. Le chanteur du groupe est connu pour sa capacité à grimper dans les aigus. Le guitariste, quant à lui, célèbre chaque concert en fracassant sa guitare sur le sol.
- Le ministre Jacques-Joseph Corbière (1766-1853), qui fut aussi député d'Ille-et-Vilaine.

### Festival de Rock aux Fées
Le festival de Rock aux Fées était un festival de musique ayant eu lieu de 2006 à 2010, organisé par l'association « Poudre d'artistes ». Il se déroulait le dernier week-end de juillet au lieu-dit la Pucelais et rassemblait des groupes de rock, ska et electro. Son nom provient du dolmen préhistorique voisin de la Roche-aux-Fées.